# Ричман, Питер Марк
Питер Марк Ричман (англ. Peter Mark Richman; 16 апреля 1927 — 14 января 2021) — американский актёр.

## Биография
Родился в 1927 году в Филадельфии в еврейской семье. Сын художника Бенджамина Ричмана и его супруги Йетты Доры (урождённой Пек).
Дебютировал в кино в 1956 году в фильме Уильяма Уайлера «Дружеское увещевание». Питер на тот момент уже был регулярно работающим телевизионным актёром, а также членом Нью-Йоркской студии актёров, ресурсом которой он часто пользовался до своего переезда в Лос-Анджелес в 1961 году.
Наиболее известен ролью Николаса «Ника» Кейна в фильмах 1961 года «Убийство мужчины» и «Преступники» и телесериале «Сотня Кейна». Также Ричман исполнил роль Ченнинга Крейтона «Си Си» Кэпвелла в мыльной опере «Санта-Барбара», став первым исполнителем этой роли.
Поклонникам фильмов ужасов актёр известен, в первую очередь, по роли профессора Маккалока, дядюшки Ренни, в хоррор-фильме «Пятница, 13-е: Джейсон штурмует Манхэттен» (1989). Последние появления Ричмана на экране датируются 2011 годом, когда он снялся в кинолентах «Мистерия» и «После волшебника».

## Личная жизнь
С 1953 года женат на Хелен Ричман. У пары пятеро детей — Ориен, Лукас, Келли, Роджер Ллойд и Ховард.

## Избранная фильмография
| Год       |   | Русское название                          | Оригинальное название                             | Роль                                      |
| --------- | - | ----------------------------------------- | ------------------------------------------------- | ----------------------------------------- |
| 1956      | ф | Дружеское увещевание                      | Friendly Persuasion                               | Гард Джордан                              |
| 1957      | ф | Странный                                  | The Strange One                                   | курсант-полковник Коргер                  |
| 1958      | ф | Чёрная орхидея                            | The Black Orchid                                  | Ноубл                                     |
| 1963—1965 | с | За гранью возможного                      | The Outer Limits                                  | Джефферсон Роум / профессор Иэн Фрейзер   |
| 1964—1966 | с | Беглец                                    | The Fugitive                                      | заместитель Стил / Джонни                 |
| 1969      | с | Гавайи 5-O                                | Hawaii Five-O                                     | Ник Морган                                |
| 1978—1979 | с | Трое — это компания                       | Three’s Company                                   | преподобный Шоу                           |
| 1981—1982 | с | Супруги Харт                              | Hart to Hart                                      | Артур Хортон / Оуэн Грант                 |
| 1981—1984 | с | Династия                                  | Dynasty                                           | Эндрю Лэярд / адвокат семьи Кэрринтгтонов |
| 1984      | с | Санта-Барбара                             | Santa Barbara                                     | Сиси Кэпвелл                              |
| 1984—1985 | с | Рыцарь дорог                              | Knight Rider                                      | Клейст / доктор Клаус Бергстром           |
| 1988      | с | Звёздный путь: Следующее поколение        | Star Trek: The Next Generation                    | Ральф Оффенхаус                           |
| 1989      | ф | Пятница, 13-е: Джейсон штурмует Манхэттен | Friday, the 13th Part VIII: Jason Takes Manhattan | Чарльз Маккалок                           |
| 1991      | ф | Голый пистолет 2½: Запах страха           | The Naked Gun 2½: The Smell Of Fear               | Артур Данвелл                             |
| 1996      | с | Человек-паук                              | Spider-Man: The Animated Series                   | Человек-Паук в старости                   |
| 2002      | ф | Поединок                                  | Poolhall Junkies                                  | Филлип                                    |